# Apostolisches Vikariat Port Said
Das Apostolische Vikariat Port Said (lat.: Apostolicus Vicariatus Portus Saidi) war ein in Ägypten gelegenes römisch-katholisches Apostolisches Vikariat mit Sitz in Port Said. 

## Geschichte
Das Apostolische Vikariat Port Said wurde am 12. Juli 1926 durch Papst Pius XI. mit der Apostolischen Konstitution Quae in exploratam aus Gebietsabtretungen des Apostolischen Vikariates Ägypten als Apostolisches Vikariat Sueskanal errichtet. Am 27. Januar 1951 wurde das Apostolische Vikariat Sueskanal in Apostolisches Vikariat Port Said umbenannt.
Das Apostolische Vikariat Port Said wurde am 30. November 1987 durch die Kongregation für die orientalischen Kirchen mit dem Dekret Cum olim aufgelöst und das Territorium wurde dem Apostolischen Vikariat Alexandria in Ägypten angegliedert.
Im Jahre 1980 lebten im Gebiet des Apostolischen Vikariates Port Said 375 Katholiken. Das Apostolische Vikariat war in drei Pfarreien unterteilt und hatte vier Priester. 

## Ordinarien

### Apostolische Vikare von Sueskanal
- Colomban-Marie Dreyer OFM, 1927–1928, dann Apostolischer Delegat in Indochina
- Ange-Marie-Paul Hiral OFM, 1929–1951

### Apostolische Vikare von Port Said
- Ange-Marie-Paul Hiral OFM, 1951–1952
- René-Fernand-Bernardin Collin OFM, 1952–1958, dann Bischof von Digne
- Egidio Sampieri OFM, 1978–1987, dann Apostolischer Vikar von Alexandria in Ägypten